# 聖セシリア
聖セシリア（せいセシリア、2世紀頃、生没年不詳）あるいは聖チェチリアは、キリスト教（カトリック教会・聖公会・正教会）の聖人。特にカトリック教会において有名な聖人であり、音楽家と盲人の守護聖人とされる。記念日は11月22日。

## 表記・呼称
英語ではシシーリア、スペイン語ではセシーリア、イタリア語および中世ラテン語ではチェチーリア、ドイツ語ではツェツィーリア (Cäcilia)、フランス語ではセシルないしはセシール (Cécile)、古典ラテン語（再建音）ではカエキリア (Caecilia) と呼ばれる。
日本のキリスト教では、西方教会ではセシリアの表記が一般的である他、特にカトリック教会ではラテン語の教会式発音に基づいてチェチリアとも呼ばれる。対して日本のキリスト教の中でも正教会ではキキリヤと呼ばれる。
カエキリア（Caecilia）は、カエキリウス氏族（Caecilii）の女性であることを示す名である。
なお、ローマ皇帝ディオクレティアヌスによってアフリカで刑死した聖セシリア（聖名祝日2月11日）とは別人である。

## 生涯
ローマ生まれ。ローマ帝国の貴族。
彼女が改宗させた夫や友人たちとともに、230年頃の皇帝アレクサンデル・セウェルスの時代に殉教した。
伝説によれば、セシリアは斬首刀の3打を耐え抜いて死刑を中止され、その後3日間生き延びたという。

## 死後の評価

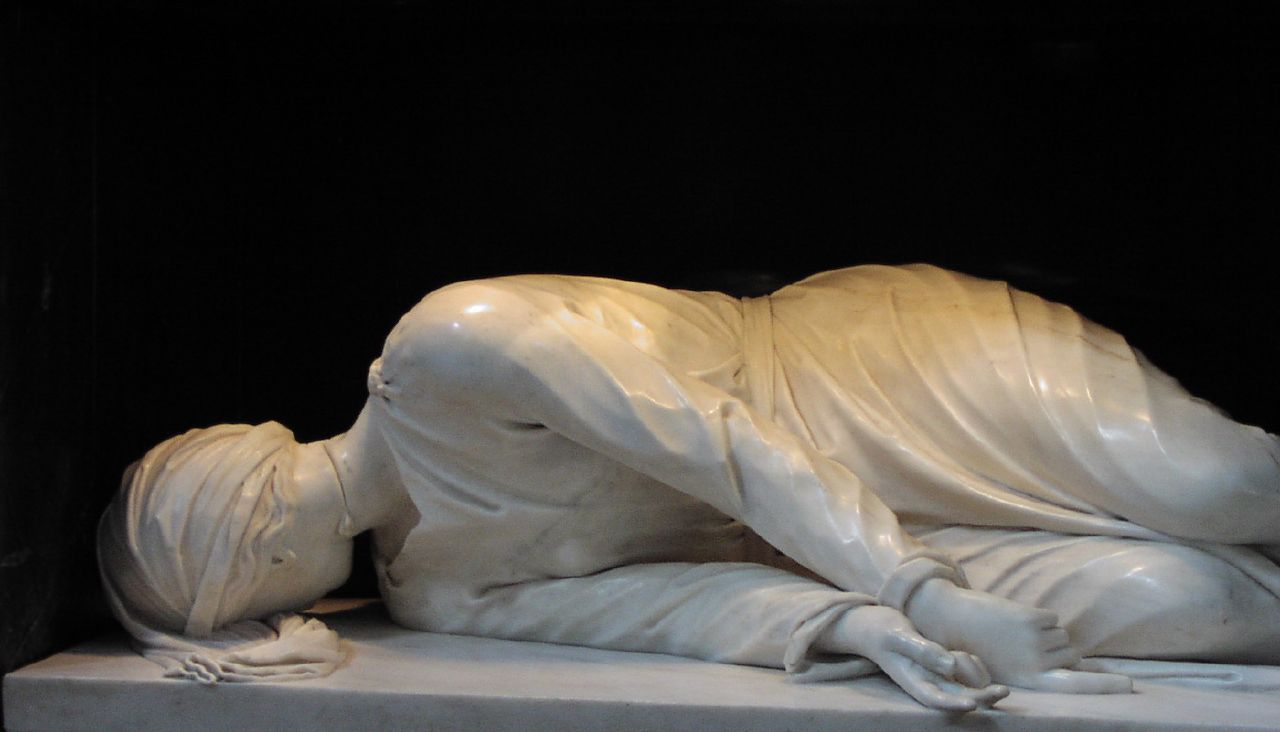
『聖セシリアの殉教』（ステファノ・マデルノによる1600年の彫刻）首に斬られた痕がある。

ローマのトラステヴェレ地区には、セシリアを称え、サンタ・チェチーリア教会が5世紀頃に建築された。その後820年にはローマ教皇パスカリス1世によってさらに壮麗に建て替えられ、1599年にはスフォンドラーティ枢機卿によって再び改築された。
パスカリス1世は、サン・カリストのカタコンベ (en) に葬られたセシリアの聖遺物を、サンタ・チェチリア・イン・トラステヴェレ教会に移した。この教会は、ルネサンスの彫刻家ステファノ・マデルノによる聖セシリアの大理石像で知られる。像の前の石板には「聖女の墓が開けられたときに見た遺体をそのままの姿で写した」というマデルノの宣誓が刻まれていて、この宣誓が真実だとすれば、1599年に墓が開けられた際、聖女の遺体は千数百年を経てなお生々しく保存されていたことになる。写実的に表現されたマデルノの彫刻は、スフォンドラーティ枢機卿の依頼によって制作された。
セシリアは、伝説によると神を賛美するのに楽器を奏でながら歌ったと言い伝えられており、これが様々な芸術分野において霊感の出所となってきた。ラファエロやルーベンスによる像のほか、チョーサーのカンタベリー物語（『第二の尼の話』）やジョン・ドライデンの有名なオードがある。
セシリアを称える音楽作品あるいはセシリアの祝日のミサ曲は、パーセルやアレッサンドロ・スカルラッティ、ヘンデル、リスト、グノー、パリーなどが作曲している。ローマのサンタ・チェチーリア国立アカデミア、サンタ・チェチーリア音楽院もセシリアにちなんでいる。